# Hugo de Saint-Cher

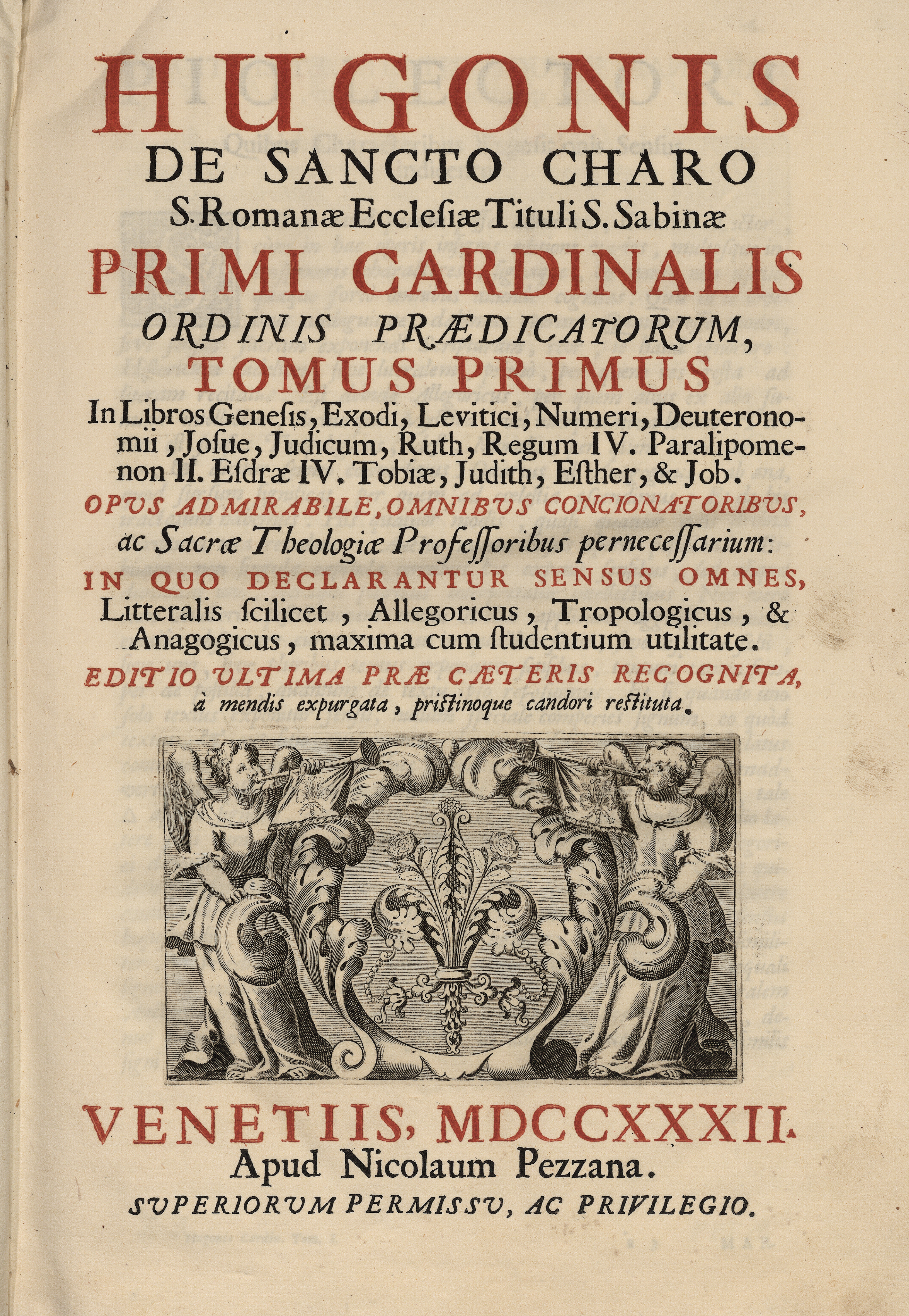
In universum Vetus et Novum Testamentum, 1732

Hugo de Saint-Cher, OP (c. 1200 - 19 de março de 1263) foi um cardeal e comentarista da bíblico francês, pertencente à Ordem Dominicana.

## Vida
Hugo nasceu em Saint-Cher, um subúrbio de Vienne, Dauphiné, por volta do início do século XIII. Depois de completar seus primeiros estudos em um mosteiro local perto de sua casa, por volta dos quatorze anos, ele foi para a Universidade de Paris para estudar filosofia, teologia e jurisprudência, disciplina que ele mais tarde ensinou na mesma cidade.
Em 1225, ingressou no priorado dominicano e tomou o hábito religioso da Ordem recém-fundada. Logo após sua admissão, foi nomeado Prior Provincial da Ordem para a França. Em 1230, tornou-se Mestre em Teologia e foi eleito prior do mosteiro de Paris. Durante esses anos, contribuiu amplamente para o sucesso da Ordem e conquistou a confiança do Papa Gregório IX, que o enviou como legado papal a Constantinopla em 1233.

## Cardinalato
O Papa Inocêncio IV fez Hugo um Cardeal-presbítero como o primeiro da ordem Dominicana em 1244, com sua igreja titular sendo Santa Sabina, a igreja-mãe da Ordem Dominicana. Ele então desempenhou um papel importante no Primeiro Concílio de Lyon, que ocorreu no ano seguinte. Ele contribuiu para a instituição da Festa de Corpus Christi no Calendário Romano Geral. Em 1247, sob instruções do Papa Inocêncio, Hugo revisou a Regra da Ordem do Carmo de Santo Alberto, que Santo Alberto Avogadro, Patriarca Latino de Jerusalém, havia dado aos primeiros frades carmelitas no Monte Carmelo. A Santa Sé sentiu que era necessário mitigar alguns dos elementos mais exigentes da Regra para torná-la mais compatível com as condições da Europa. O mesmo papa aprovou essas mudanças, e esta revisão continua sendo a Regra para a Ordem Carmelita. Após a morte em 1250 do Sacro Imperador Romano Frederico II, o Papa Inocêncio enviou Hugo para a Alemanha como seu legado para a eleição de um sucessor.
Sob a autoridade do Papa Alexandre IV, em 1255 Hugo supervisionou a comissão que condenou o Introductorius in Evangelium aeternum de Gherardino da Borgo San Donnino, que promovia os ensinamentos do Abade Joaquim de Fiore. Esses ensinamentos preocupavam os bispos, pois haviam se espalhado entre a ala "espiritual" dos frades franciscanos, à qual Gherardino pertencia.
Ele também supervisionou a condenação do De periculis novissimorum temporum, de Guilherme de Santo Amour. Esta obra foi uma expressão do ataque às Ordens Mendicantes, que estavam se tornando tão bem-sucedidas na vida das universidades, por parte do clero secular, que anteriormente detinha autoridade incontestável ali. Hugo serviu como Penitenciário-Mor da Igreja Católica de 1256 a 1262. Foi nomeado Cardeal-Bispo de Óstia em dezembro de 1261, mas renunciou alguns meses depois e retornou ao seu título de Santa Sabina.
Hugo residia em Orvieto, Itália, com o Papa Urbano IV, que havia estabelecido uma residência de longa duração lá, quando morreu em 19 de março de 1263.

## Obra
Hugo de St-Cher (ou, possivelmente, uma equipe de estudiosos sob sua direção) foi o primeiro a compilar o chamado "correctorium", uma coleção de leituras variantes da Bíblia. Sua obra, intitulada "Correctio Biblie", sobrevive em mais de uma dúzia de manuscritos.
Seu comentário sobre o Livro das Sentenças de Pedro Lombardo exerceu influência significativa sobre as gerações subsequentes de teólogos.

## Publicações
- Tractatus super missam sive Speculum ecclesiæ

Tratado sobre a missa, traduzido entre 1335 e 1350 por Jean de Vignay sob o título "Le mirouer de l'Eglise" (que é a tradução da segunda parte do título "Speculum ecclesiæ" sob o qual é frequentemente citado).
- Postille super Bibliam cf.  https://big.hypotheses.org/hugo-de-sancto-caro
- Postillæ super « Historia scholastica »
- Sermones super epistolas et evangelia de tempore
- Scriptum sive Super sententias

Este é um comentário sobre as Sentenças de Peter Lombard. A anterioridade deste comentário sobre o Somme de Roland de Cremona foi estabelecida.
- Quæstiones
- Epistolæ

Erroneamente, Guido Hendrix atribuiu o tratado De doctrina cordis a Hugues de Saint-Cher. Em um estudo recente, Nigel F. Palmer demonstra a fraqueza do raciocínio de Hendrix e restaura De doctrina ao trabalho de Gérard de Liège.